# Bertrand Baguette
Bertrand Baguette (Thimister-Clermont, 23 februari 1986) is een Belgisch autocoureur.

## Carrière
Baguette begon zijn autosportcarrière op 14-jarige leeftijd in het karting. In 2004 reed hij het Belgische Formula Renault 1.6 kampioenschap waar hij drie overwinningen boekte en derde werd in de eindstand. In 2005 en 2006 reed hij het Franse Formule Renault 2.0 kampioenschap voor het Spaanse Epsilon Euskadi team.
In 2007 stapte hij over naar de Formule Renault 3.5 Series en ging hij racen voor het Belgische KTR team. Zijn beste finish dat jaar was een tweede plaats op het circuit van Catalunya en hij eindigde op een zeventiende plaats in het kampioenschap. In 2008 blijft hij in dezelfde raceklasse en stapte over naar het Italiaanse Draco Racing. Hij won een thuisrace op Spa-Francorchamps, stond op poleposition in Monza en werd zevende in de eindstand. Datzelfde jaar reed hij vier races in het Superleague Formula kampioenschap voor het raceteam van voetbalclub Al Ain FC. In 2009 reed hij voor het derde jaar in de Formule Renault 3.5. Hij won de twee races op het Bughatti circuit en een race op de Nürburgring. Met nog twee races te gaan had hij genoeg punten voorsprong op de tweede in de stand, Jaime Alguersuari en won Baguette het kampioenschap. Tijdens het laatste raceweekend won hij de twee manches op het circuit van het Spaanse Alcañiz.

### Formule 1
Na zijn kampioenstitel testte Baguette in de Formule 1 voor Renault F1 en Sauber.

### IndyCar Series
Baguette ging in 2010 aan de slag in de IndyCar Series. Vanaf de derde race van het seizoen op de Barber Motorsports Park zette Conquest Racing voor Baguette een tweede wagen in naast die van Mario Romancini. In de 500 mijl van Indianapolis eindigde hij als 22ste. In 2011 reed hij uitsluitend de Indianapolis 500, voor Rahal Letterman Racing. Hij kwalificeerde zich op de veertiende plaats en werd zevende in de race nadat hij elf ronden aan de leiding van de race had gereden.

## Resultaten
Formule Renault 3.5 Series
| Jaar | Team         | 1       | 2       | 3      | 4       | 5      | 6       | 7      | 8     | 9       | 10    | 11      | 12      | 13     | 14      | 15      | 16      | 17    | Pos | Ptn |
| ---- | ------------ | ------- | ------- | ------ | ------- | ------ | ------- | ------ | ----- | ------- | ----- | ------- | ------- | ------ | ------- | ------- | ------- | ----- | --- | --- |
| 2007 | KTR          | MON 18  | MON Ret | NUR 11 | NUR Ret | MON 12 | HUN Ret | HUN 17 | SPA 5 | SPA Ret | DON 3 | DON Ret | MAG Ret | MAG 13 | EST 20  | EST Ret | CAT 8   | CAT 2 | 17e | 34  |
| 2008 | Draco Racing | MON Ret | MON Ret | SPA 1  | SPA 11  | MON 5  | SIL 6   | SIL 16 | HUN 4 | HUN 5   | NUR 5 | NUR 5   | SAR Ret | SAR 16 | EST Ret | EST 4   | CAT Ret | CAT 4 | 7e  | 69  |
| 2009 | Draco Racing | CAT 2   | CAT Ret | SPA 2  | SPA 2   | MON 5  | HUN 3   | HUN 6  | SIL 8 | SIL 5   | SAR 1 | SAR 1   | ALG 2   | ALG 5  | NUR 1   | NUR 5   | ARA 1   | ARA 1 | 1e  | 155 |

IndyCar Series
| Jaar | Team            | 1   | 2   | 3      | 4      | 5      | 6       | 7      | 8      | 9      | 10     | 11     | 12     | 13     | 14     | 15     | 16     | 17     | Pos | Ptn |
| ---- | --------------- | --- | --- | ------ | ------ | ------ | ------- | ------ | ------ | ------ | ------ | ------ | ------ | ------ | ------ | ------ | ------ | ------ | --- | --- |
| 2010 | Conquest Racing | SAO | STP | ALA 20 | LBH 24 | KAN 20 | INDY 22 | TXS 22 | IOW 17 | WGL 18 | TOR 16 | EDM 14 | MDO 11 | SNM 23 | CHI 12 | KTY 10 | MOT 25 | HMS 15 | 22e | 213 |

Indianapolis 500
| Jaar | Chassis | Motor | Start | Finish | Team                           |
| ---- | ------- | ----- | ----- | ------ | ------------------------------ |
| 2010 | Dallara | Honda | 24    | 22     | Conquest Racing                |
| 2011 | Dallara | Honda | 14    | 7      | Rahal Letterman Lanigan Racing |

## Galerij

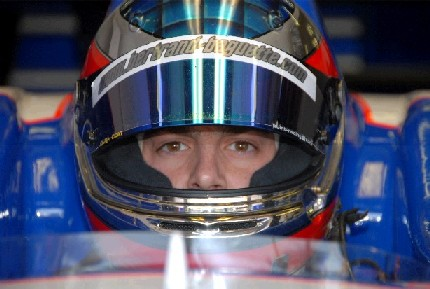
Baguette in 2007.
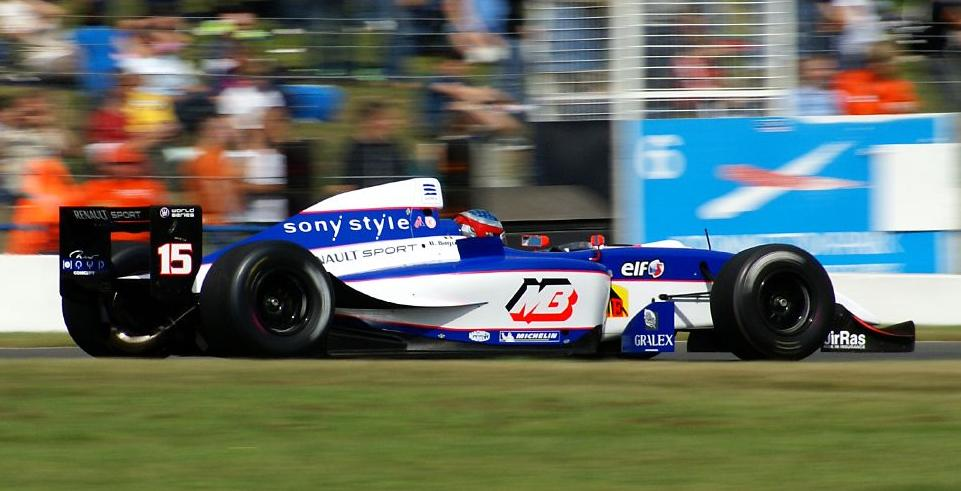
Baguette op Donington Park in 2007.
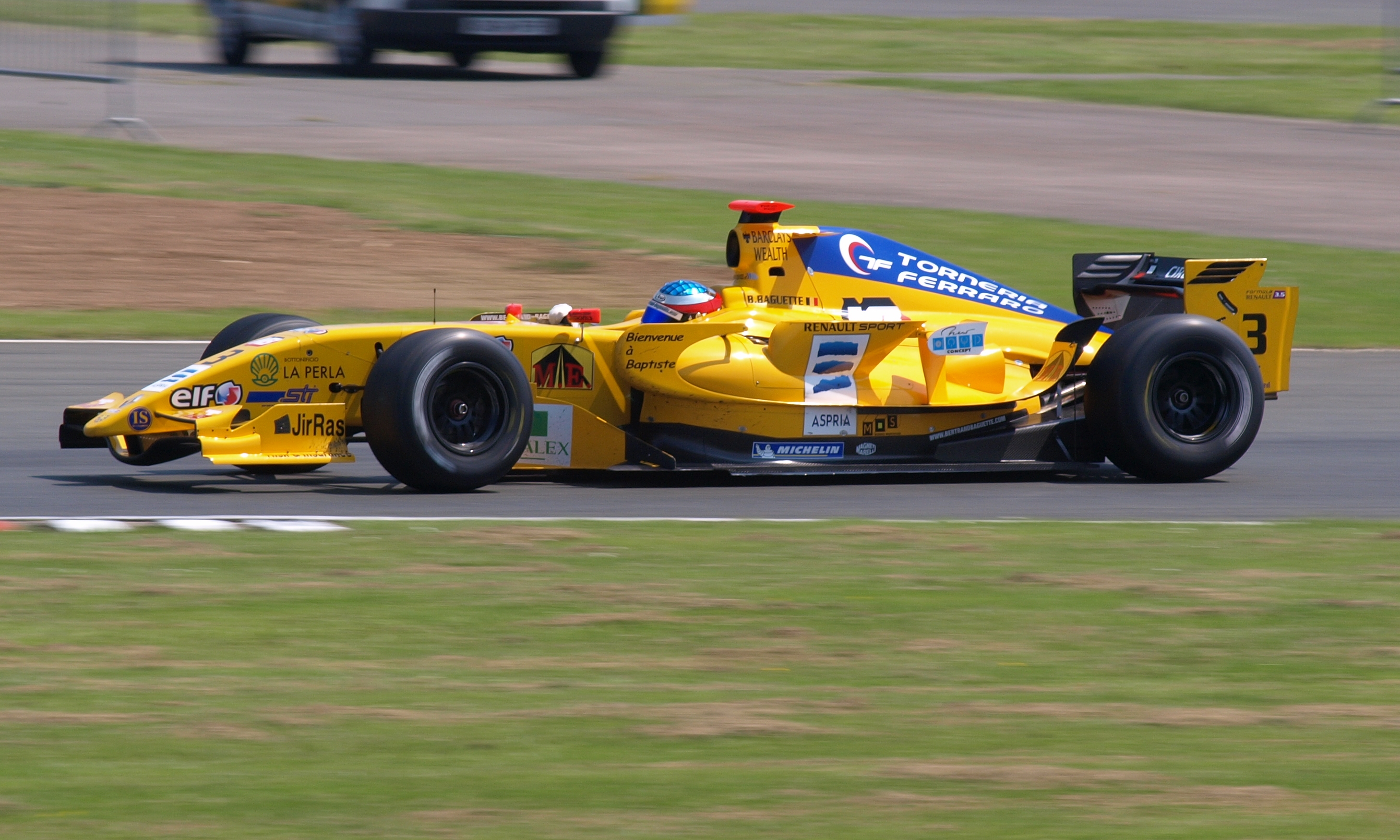
Baguette op Silverstone in 2008.